# 23-я стрелковая дивизия (1-го формирования)
23-я стрелковая дивизия (23-я сд) — воинское соединение РККА Вооружённых Сил СССР в Великой Отечественной войне.

## История
23-я стрелковая дивизия была сформирована в июле 1922 года на базе Заволжской стрелковой бригады как 23-я Заволжская стрелковая Краснознамённая дивизия. Стрелковые полки получают наименование — 67-й, 68-й и 69-й Заволжские стрелковые полки.
6 ноября 1922 года дивизия Приказом № 1372 Командующего войсками Украинского военного округа переименовывается в 23-ю Харьковскую стрелковую Краснознамённая дивизию. Стрелковые полки получают наименование — 67-й Купянский, 68-й Ахтырский, 69-й Харьковокий стрелковые полки. К 15 декабря 1922 года дивизия переходит на постоянное расквартирование: 68-й и 69-й СП — в Харькове, 67-й СП в Артёмовске, артиллерия дивизии и кавалерийский эскадрон в Чугуеве.
В 30-х годах дивизия принимала участие в строительстве Харьковского тракторного завода, за что была награждена орденом Ленина.
17 мая 1935 г. дивизия входила в состав Харьковского военного округа. На 1 июля 23-я Краснознамённая, ордена Ленина стрелковая дивизия входила в состав 14-го ск.
Дивизия принимала участие в Польской Кампании в сентябре-октябре 1939 в составе Украинского фронта. На 2.10.1939 находилась в составе 49-го ск 12-й армии.
17 октября 1939 23-я сд входила в состав Харьковского военного округа. Снова в составе 14-го ск.

### Великая Отечественная война

#### 1941 год
Дивизия находилась в действующей армии с 22 июня 1941 года по 1 марта 1943 года.
На июнь 1941 года дивизия дислоцировалась в Двинске, а с 17 июня 1941 года начала марш в район Козлова Руда.
В ночь на 22 июня 1941 года дивизия выступила из района Пагелижяй (20 километров юго-западнее Укмерге) в район Андрушканцы для дальнейшего следования в район лесов южнее и юго-восточнее Каунаса. 22 июня дивизия находилась на днёвке в местечке Кармелава и в тот же день заняла оборону на шоссе, ведущем из Пруссии в Каунас. При этом три батальона дивизии уже находились непосредственно на границе на левом фланге 11-й армии в районе Капцево. Они, по всей видимости, были уничтожены в первые дни войны.
Дивизия получила приказ оборонять Каунас с юго-запада и северо-запада, прикрывая тем самым отход войск 16-го стрелкового корпуса. В ночь на 23 июня 1941 года дивизия заняла оборону по реке Невяжа, и с 23 июня дивизия была вынуждена начать отход к Каунасу в связи с обходом противника с флангов и далее на восток, заняв оборону в 17 километрах восточнее города. После того, как дивизия подверглась сильному артиллерийскому обстрелу, она получила приказ отбить Каунас. К 11:00 получила задачу сосредоточиться в районе Свилайняй и наступать на юго-запад вдоль шоссе Ионава — Кармелава — Каунас. Во время и перед наступлением понесла большие потери с воздуха и от артиллерийского огня, тем не менее смогла продвинуться и взять Кармелаву, которую дивизия удерживала до 26 июня, но вынуждена была начать отход. 117-й стрелковый полк при этом попал в окружение, вышел из него, затем вся дивизия была отрезана от своих и вышла из окружения только 28 июня. Продолжив отступление, к 4 июля дивизия переправилась за Западную Двину севернее Дисны в районе Семёново. К 7 июля дивизия сосредоточилась в районе Боровни и начала отход в район Погорелово. 12 июля заняла оборону западнее Насвы, а к 14 июля выдвинулась ещё западнее на 50—60 километров, заняла оборону на рубеже озёр Каменное, Язно.
С 18 июля дивизия вновь начала военные действия против передовых частей Вермахта. В тот день получила пополнение: 5100 человек. С 19 по 21 июля вела бои на занимаемом рубеже, прикрывая с юга Насву, а к 22 июля дивизия отошла на рубеж Каменка — Струги, а затем и далее, к Локне, была разрезана и частично попала в окружение (89-й стрелковый полк, часть 117-го стрелкового полка и 211-го артиллерийского полка), в том числе в тяжёлом положении оказался и штаб дивизии. С 22 июля 1941 года оставшиеся со штабом подразделения дивизии начали отход по маршруту Машутино — северный берег озера Локново — Дроздово. 23 июля дивизия не смогла прорвать вражеские заслоны, и встала в круговую оборону в районе Бараново — Клишковичи. С 24 июля дивизия, совместно с окружёнными подразделениями 5-й, 33-й стрелковых, 84-й моторизованной дивизий вновь предприняла попытку прорыва, на этот раз 117-й стрелковый полк смог выйти, однако остальные части остались в окружении, в том числе и штаб. С большими потерями дивизия выходила из окружения в район Молвотиц, после чего с 2 по 5 августа 2-2,5 тысячи человек из различных соединений были объединены под командованием дивизии. В это же время 89-й стрелковый полк и 211-й артиллерийский полк, а также 117-й стрелковый полк вели бои под непосредственным командованием 65-го стрелкового корпуса в Локне и на рубеже Подберезье соответственно. К 28 июля остатки этих полков были выведены из боёв и сосредоточены в 5 километрах восточнее Холма, заняли оборону на шоссе Холм — Осташков и с ведением боёв отступали на северо-восток и восток. В это же самое время части, вышедшие в район Молвотиц, были на марше.
С 8 августа 89-й и 117-й полки предприняли попытку наступления на Холм и несколько дней вели ожесточённые бои у Каменки, остальные части сосредоточились в районе Велилы. С 13 по 14 августа дивизия вела бои за Лужки, а с 21 по 24 августа осуществляла безуспешные контратаки и 25 августа перешла к обороне на рубеже Филино — Извозно — Боброво протяжённостью 12 километров, имея соседом справа части 188-й стрелковой дивизии, а слева 256-ю стрелковую дивизию. 30 августа немецкие войска перешли в наступление и в течение двух дней дивизия вела тяжёлые бои, в результате чего оборона дивизии на стыках с соседями была прорвана, и дивизия отошла за реку Большой Тудер. К 2 сентября дивизия заняла оборону на рубеже Калинкино — Паньково, а к 3 сентября — на рубеже Падера — Паньково, где вела бои 3—4 сентября. С 5 сентября дивизия вновь отступала, а затем заняла оборону на подступах к Молвотицам, с 6 по 7 сентября вела бои за село и, оставив его, отступила к Демянску, заняв 8 сентября оборону у села Пески.
С 10 по 11 сентября обескровленная дивизия наступала на Демянск и достигла небольшого успеха, но 12 сентября вражеские войска выбили 28-ю танковую дивизию из села Шишково, окружив 23-ю стрелковую дивизию, которая 13 сентября прорвала кольцо и вышла из окружения.
13—14 сентября дивизия вновь вела бои, а с 15 по 16 сентября отошла на восточный берег озера Велье, где удерживала оборону до 23 декабря, когда, сдав этот участок, к 25 декабря, сменив 73-й стрелковый полк 33-й стрелковой дивизии, заняла оборону по восточному берегу озера Селигер на рубеже Долматиха, Городец, Глебово.

#### 1942 год
Принимая участие в Торопецко-Холмской операции, 9 января дивизия перешла в наступление и, форсировав по льду Селигер, овладела опорным пунктом Высечки, блокировала Заозерье и к исходу дня начала бой за Ровень Мосты. 10 января дивизия нанесла удар в направлении озера Белое и к исходу дня выбила противника из Палагино, затем продолжила наступление. К исходу 12 января дивизия освободила 9 населённых пунктов, в течение 13—14 января части дивизии продолжали вести наступательные бои в общем направлении на Молвотицы и к 15 января вели бои за Линье, Сивущино, Конищево. К 16 января дивизия вышла на подступы к Молвотицам, но безуспешно атаковала село в течение января — февраля и лишь 9 марта, действуя совместно со 130-й стрелковой дивизией, смогла освободить Молвотицы.
10 марта дивизия продолжила медленно продвигаться вперёд, наступая на Дегилево, Дрозды и Ожиелы, овладев населёнными пунктами Бекасово и Дрозды. 22 марта дивизия перешла к обороне на достигнутом рубеже западнее опорных пунктов Бель-2 и Бель-1, где находилась до 7 июля, когда сдала свою полосу частям 166-й стрелковой дивизии и совершила марш в район Свапуща, где находилась в резерве.
11 августа дивизия совершила марш в район Осташкова, где погрузилась в железнодорожные эшелоны и убыла на Сталинградский фронт. 18 августа дивизия выгрузилась на перегоне между железнодорожными станциями Фролово — Лог и к 19 августа сосредоточилась на левом берегу Дона в районе Вилтов, Ново-Григорьевская, приступив к созданию оборонительного рубежа. 27 августа дивизия перешла в наступление, овладев хутором Канойчев. Всю осень 1942 года дивизия вела бои в составе 21-й армии.
22 ноября дивизия перешла в наступление, овладев населёнными пунктами Осинки и Шевырев, и к 26 ноября сосредоточилась в районе Картули. С 4 по 28 декабря дивизия безуспешно пыталась прорвать оборону противника.

#### 1943 год
С 10 января дивизия вновь наступает и к 13 января вместе с 304-й стрелковой дивизией вышла к реке Россошка, но форсирование реки с ходу не получилось. 15 января дивизия, форсировав реку, освободила Ново-Алексеевский. C 21 января дивизия возобновила наступление, к 25 января достигла Городища и к вечеру освободила посёлок, и затем с 27 января по 1 февраля вела бои за посёлок «Баррикады».
21 февраля дивизия прибыла в Елец и выступила в марш по маршруту Елец — Курск — Фатеж. 1 марта преобразована в 71-ю гвардейскую стрелковую дивизию, когда дивизия находилась на марше.

## Полное название
23-я стрелковая Харьковская ордена Ленина Краснознамённая дивизия

## Подчинение
| Дата            | Фронт (округ)         | Армия             | Корпус                 | Примечания                                         |
| --------------- | --------------------- | ----------------- | ---------------------- | -------------------------------------------------- |
| 22.06.1941 года | Северо-Западный фронт | 11-я армия        | -                      | -                                                  |
| 01.07.1941 года | Северо-Западный фронт | -                 | -                      | -                                                  |
| 10.07.1941 года | Северо-Западный фронт | 27-я армия        | 65-й стрелковый корпус | -                                                  |
| 01.08.1941 года | Северо-Западный фронт | 27-я армия        | -                      | -                                                  |
| 01.09.1941 года | Северо-Западный фронт | 27-я армия        | -                      | -                                                  |
| 01.10.1941 года | Северо-Западный фронт | 27-я армия        | -                      | -                                                  |
| 01.11.1941 года | Северо-Западный фронт | 27-я армия        | -                      | -                                                  |
| 01.12.1941 года | Северо-Западный фронт | 27-я армия        | -                      | -                                                  |
| 01.01.1942 года | Северо-Западный фронт | 3-я ударная армия | -                      | -                                                  |
| 01.02.1942 года | Калининский фронт     | 3-я ударная армия | -                      | -                                                  |
| 01.03.1942 года | Северо-Западный фронт | 34-я армия        | -                      | в составе Оперативной группы генерала Ксенофонтова |
| 01.04.1942 года | Северо-Западный фронт | 34-я армия        | -                      | в составе Оперативной группы генерала Ксенофонтова |
| 01.05.1942 года | Северо-Западный фронт | 53-я армия        | -                      | -                                                  |
| 01.06.1942 года | Северо-Западный фронт | 53-я армия        | -                      | -                                                  |
| 01.07.1942 года | Северо-Западный фронт | 53-я армия        | -                      | -                                                  |
| 01.08.1942 года | Северо-Западный фронт | -                 | -                      | -                                                  |
| 01.09.1942 года | Сталинградский фронт  | 21-я армия        | -                      | -                                                  |
| 01.10.1942 года | Донской фронт         | 21-я армия        | -                      | -                                                  |
| 01.11.1942 года | Донской фронт         | 65-я армия        | -                      | -                                                  |
| 01.12.1942 года | Донской фронт         | 65-я армия        | -                      | -                                                  |
| 01.01.1943 года | Донской фронт         | 65-я армия        | -                      | -                                                  |
| 01.02.1943 года | Донской фронт         | 65-я армия        | -                      | -                                                  |

## Состав
- 89-й стрелковый полк
- 117-й стрелковый полк
- 225-й стрелковый полк
- 211-й артиллерийский полк (с 21.08.1941 все уцелевшие орудия и расчёты (в том числе из 226-го гап и 106-го оиптд) были сведены в один 211-й полк. Также в полк вошли остатки 682-го гап, действовавшего с июля 1941 в отрыве от своей 235-й стрелковой дивизии)
- 226-й гаубичный артиллерийский полк (до 05.12.1941, фактически до 21.08.1941 года) — на конной тяге
- 106-й отдельный истребительно-противотанковый дивизион 1-го формирования (до 21.08.1941)
- 106-й отдельный истребительно-противотанковый дивизион 2-го формирования (с 31.12.1941)
- 153-й отдельный истребительно-противотанковый дивизион (с 13.10.1941 по 31.12.1941)
- 316-я зенитная батарея (338-й отдельный зенитный дивизион с 21.08.1941 года, бывший 46-й озад из 46-й танковой дивизии)
- 458-й миномётный дивизион (с 22.10.1941 по 25.10.1942)
- 82-я разведрота
- 131-й сапёрный батальон (с 23.06.1941, бывший 224-й сапёрный батальон 119-й стрелковой дивизии)
- 45-й отдельный батальон связи
- 61-й медико-санитарный батальон (бывший 42-й медсанбат из 42-й танковой дивизии)
- 266-я отдельная рота химический защиты
- 35-я автотранспортная рота
- 47-я ремонтно-восстановительная рота
- 33-я (37-я) полевая хлебопекарня
- 60-я полевая почтовая станция
- 158-я полевая касса Госбанка

## Командиры
- Котов, Николай Яковлевич — (07.1922 — 06.1923)
- Германович, Маркиан Яковлевич — (08.06.1923 — 13.05.1924)
- Кимундрис, Александр Георгиевич — (06.1924 — 09.1925)
- Капуловский, Иван Дмитриевич — (09.1925 — 12.1928)
- Лукин, Михаил Фёдорович — (01.01.1929 — 04.1935)
- Куницкий, Иван Фаддеевич, комбриг — (04.1935 — 10.07.1937)
- Павлов, Василий Федотович, полковник (с 17.02.1938 комбриг, с 05.06.1940 генерал-майор) — (21.07.1937 — 25.06.1941)
- Горячев, Сергей Георгиевич, генерал-майор — (26.06.1941 — 27.08.1941),
- Горяинов, Аристарх Михайлович, полковник — (28.08.1941 — 24.09.1941)
- Вахрамеев, Павел Прокопьевич, полковник — (25.09.1941 — 10.12.1942)
- Сиваков, Иван Прокофьевич, полковник — (11.12.1942 — 01.03.1943)

## Награды и наименования
| Награда (наименование)               | Дата       | За что награждена |
| ------------------------------------ | ---------- | --- |
| Почётное революционное Красное Знамя | 15.08.1920 | награждена за образцовое выполнение боевых задач при взятии слободы Елань и города Балашов |
| Орден Красного Знамени               | 07.1922    | орден передан по преемственности от отдельной Заволжской Краснознамённой стрелковой бригады, входившей ранее в состав дивизии |
| Почетное наименование «Харьковская»  | 06.11.1922 | наименование присвоено приказом командующего вооружёнными силами Украины и Крыма М. В. Фрунзе от 6 ноября 1922 года за активную помощь трудящимся Харьковской губернии в работах по восстановлению народного хозяйства и в связи с принятием шефства Харьковским губисполкомом над дивизией                                                              |
| Орден Ленина                         | 23.05.1932 | награждена постановлением Президиума Центрального Исполнительного Комитета СССР за большевистские образцы активного содействия строительству Харьковского тракторного завода имени Серго Орджоникидзе (первой среди армейских соединений награждена орденом Ленина)(объявлено приказом Революционного Военного Совета СССР № 147 от 5 августа 1932 года) |